# Sinnesphysiologie
Die Sinnesphysiologie untersucht die Bedingungen sinnlicher Wahrnehmung aus der Perspektive der Physiologie. Wesentliche Fragestellungen sind die Aufnahme von Reizen durch Sinnesorgane mit Bildung neuronaler Signale sowie deren Verarbeitung im Nervensystem, insbesondere bei einem
- Sehen – visuelles System des Gesichtssinnes (visuelle Wahrnehmung)
- Hören – auditives System des Gehörsinnes (auditive Wahrnehmung)
- Riechen – olfaktorisches System des Geruchssinnes (olfaktorische Wahrnehmung)
- Schmecken – gustatorisches System des Geschmackssinnes (gustatorische Wahrnehmung)
- Gefühl für Lageänderung im Raum – vestibuläres System des Gleichgewichssinnes (vestibuläre Wahrnehmung)
- Gefühl für Stellung und Spannung einer Ruhehaltung, Kraft und Geschwindigkeit einer Bewegung (Tiefensensibilität)
- Fühlen von Berührung, Druck, Vibration, Wärme, Kälte und Schmerz der Körperoberfläche (Oberflächensensibilität)

Neben den klassischen fünf Sinnen lassen sich also weitere Sinnesmodalitäten unterscheiden. Während dem Tastsinn verschiedene Mechanorezeptoren der Haut zugrunde liegen, sind die Thermorezeption und die Nozizeption nicht auf die Haut beschränkt. Für die haptische Wahrnehmung ist nicht nur taktile, sondern auch kinästhetische Information erforderlich. Daneben werden zahlreiche Signale, etwa von Propriozeptoren, im Nervensystem verarbeitet, ohne dass sie in bewusste Wahrnehmungen einfließen. Dies gilt auch für verschiedene Qualitäten der Enterozeption, beispielsweise die Rezeptoren für Blutdruck oder die Chemorezeptoren im Glomus caroticum für die im Blut gelösten Gase CO2 und O2.
In der Sinnesphysiologie unterscheidet man methodisch zwischen objektiven Verfahren – bei denen von außen beobachtbare Leistungen der Sinnesorgane etwa für Verhaltensreaktionen untersucht werden – und subjektiven Verfahren der Wahrnehmungsphysiologie, mit denen selbstbeobachtend die nur subjektiv erfahrbaren eigenen Sinneseindrücke, Empfindungen, Wahrnehmungen etc. beschrieben werden.
Das Hauptaugenmerk der Sinnesphysiologie gilt dabei den unterschiedlichen Mechanismen, durch welche physische Stimuli wie Licht, Schallwellen oder chemische Reize in körpereigene elektrische Signale überführt werden (Transduktion). Oftmals gibt es verschiedene Subsysteme, die jeweils auf spezifische Reizformen ansprechen. Beispielsweise werden die Zapfen der Netzhaut durch bestimmte Wellenlängenbereiche des sichtbaren Lichts besonders stark verändert. Für die Sinnesphysiologie ist auch die Integration verschiedener sensorischer Informationen von Interesse, die innerhalb des zentralen Nervensystems auf unterschiedlicher Ebene in besonderen Regionen des Gehirns stattfindet. Hierbei überschneidet sich die Sinnesphysiologie mit anderen Disziplinen wie beispielsweise der kognitiven Neurowissenschaft.